# سامي باشا مردم بك
سامي باشا مردم بك (1870-1956)، سياسي سوري من مدينة دمشق، كان نائباً في مجلس المبعوثان ثم عضواً في الاتحاد السوري الفيدرالي ونائباً لرئيسه صبحي بركات.

## البداية
ولِد سامي مردم بك في دمشق وهو سليل أُسرة عريقة من آل مردم بك عملت في التجارة والسّياسة معاً، وكان والده حكمت باشا مردم بك أحد أعيان الشام في القرن التاسع عشر. دَرس سامي مردم بك القانون والإدارة في معهد الحقوق في العاصمة العثمانية وعَمل مستشاراً لرئيس بلدية دمشق محمّد فوزي باشا العظم حتى عام 1900. وعند وقوع الانقلاب العثماني عام 1908، انتسب إلى جمعية الاتحاد والترقي التي أطاحت بحكم السلطان عبد الحميد الثاني. فاز بالنيابة عن دمشق في مجلس المبعوثان بدعم من صديقه جمال باشا، الحاكم العسكري لولاية سورية، وظلّ في منصبه حتى نهاية الحرب العالمية الأولى عام 1918.

## في لجنة مياه عين الفيجة
في مطلع العشرينيات ومع بداية الحكم الفرنسي في سورية، عَمل سامي مردم بك مع رئيس غرفة تجارة دمشق عارف الحلبوني ونائبه لطفي الحفار على تأسيس شركة أهلية مساهمة تَهدف إلى جر مياه نبع عين الفيجة إلى العاصمة السورية، والتي كانت من أنقى وأبرد مياه الينابيع في الشرق الأوسط. شاركهم وزير المالية الأسبق فارس الخوري، زميل مردم بك في مجلس المبعوثان، في وضع الدراسة القانونية للمشروع، التي عُرضت أمام غرفة تجارة دمشق في كانون الثاني 1922. قرروا تأسيس شركة مساهمة وطنية، كانت الأولى من نوعها بين القطاع العام والخاص، هدفها نقل وتوزيع مياه نبع عين الفيجة على أهالي مدينة دمشق، مقابل مبلغ من المال يدفعونه سنوياً عن كميات المياه التي يطلبون الاشتراك بها، شرط أن تكون مرتبطة بالمُلك، لا يجوز التنازل عنها أو بيعها إلا مع بيع العقار، ويتم تسجيل ملكية المياه في الصحيفة العقارية لجميع دور المدينة. شُكلت لجنة للحصول على الامتياز القانوني باسم مدينة دمشق ضمت إضافة للحفار والحلبوني والخوري ومردم بك، كل من رئيس بلدية دمشق يحيى الصّواف ونائبه عطا العظمة ونائب رئيس غرفة التجارة مسلم السيوفي. دُشّن المشروع بعد عشر سنوات يوم 3 آب 1932، بحضور رئيس الجمهورية المنتخب حديثاً محمّد علي العابد.

## في برلمان دولة دمشق 1923
عند احتلال دمشق من قبل الجيش الفرنسي في 25 تموز 1920، قسمت البلاد إلى خمس دويلات صغيرة: دولة دمشق ودولة حلب، وسنجق لواء إسكندرون، ودولة جبل العلويين ودولة جبل الدروز، لتُحكم مباشرة من قبل ضباط فرنسيين أو بعض السياسيين السوريين. شُكل مجلس تمثيلي لكل دويلة، وانتخب سامي مردم بك عضواً في مجلس دمشق النيابي، مع وزير الدفاع الأسبق عبد الحميد باشا القلطقجي والوجهاء عطا العجلاني وحسين إبيش. كان حاكم دولة دولة دمشق في حينها حقي بك العظم، أحد الأعيان القدامى المقربين جداً من سامي مردم بك. صَممت فرنسا علماً جديداً لكل دولة وكان علم دولة دمشق أزرق اللون تتوسطه دائرة بيضاء كبيرة وعلم فرنسي صغير في أعلى جانبه الأيسر.

## نائباً للاتحاد السوري الفيدرالي
في عام 1922 جُمعت ثلاث من هذه الدويلات في نظام حكم فيدرالي عاش حياةً قصيرة لم تتجاوز الثمانية عشر شهراً، سُمّي دولة الاتحاد السوري الفيدرالي. إنتُخب صبحي بركات، أحد وجهاء مدينة أنطاكيا، رئيساً للدولة وأصبح سامي مردم بك نائباً له. في حزيران 1923 أُجريت انتخابات نيابية في كل دولة من الدويلات الثلاث، أفرزت ثلاثة برلمانات محلية ومجلساً نيابياً مركزياً ممثلاً عن الدولة الفيدرالية. فاز سامي مردم بك بعضوية المجلس النيابي بدمشق والمجلس التشريعية الموحد والجامع لدولة الاتحاد.

## التقاعد والوفاة
تقاعد سامي مردم بك من العَمل الحكومي سنة 1925، وفي نهاية الأربعينيات، بنى قصراً صغيراً لعائلته في حي أبو رمانة بدمشق، الذي أصبح اليوم مقر سفارة جمهورية الصين الشعبية في سورية. توفي عام 1956 وأقيمت له جنازة رسمية تقدمها رئيس الجمهورية شكري القوتلي، وضع فيها نعش السياسي الراحل على عربة مَدفع وهو مجلل بالعلم السوري. انتقلت زعامة الأسرة من بعده لنجله حيدر مردم بك، الذي كان يشغل منصب سفير سورية في العراق.